# Дулитл, Элайза (певица)
Элайза Дулитл (англ. Eliza Doolittle; настоящее имя Элайза Софи Керд, родилась 15 апреля 1988 года) — британская поп-певица и автор песен. В октябре 2008 года она подписала контракт с лейблом Parlophone, 12 июля 2010 года выпустила дебютный альбом Eliza Doolittle, ставший в Великобритании «платиновым» и достигший третьей позиции в британском чарте. Критики отмечают большое сходство музыки Элайзы Дулитл с творчеством другой молодой лондонской певицы, Лили Аллен.

## Биография
Элайза Софи Кэрд родилась в Лондоне в семье театрального режиссёра Джона Кэрда и актрисы мюзиклов и обладательницы премии «Тони» Фрэнсис Раффелл. Когда Элайзе было четыре года, её родители разошлись. Элиза в детстве также участвовала в театральных постановках, но ей они быстро наскучили. В 12 лет она твёрдо решила стать певицей, начала писать песни. Сценическое имя Элайза Дулитл она взяла у героини мюзикла «Моя прекрасная леди».
В октябре 2008 года Дулитл подписала контракт с лейблом Parlophone. 29 ноября 2009 года она выпустила мини-альбом из четырёх песен Eliza Doolittle, для раскрутки она выступала со своей группой в ряде старших школ. 11 апреля 2010 года вышел её первый сингл Skinny Genes, добравшийся до 22-й позиции британского чарта. Следующий сингл Pack Up, выпущенный 5 июля, достиг пятой строчки чарта и стал «золотым». 12 июля 2010 года вышел первый полноформатный альбом певицы под названием Eliza Doolittle, он достиг третьей позиции в британском альбомном чарте и 7 января 2011 года получил статус «платинового».